# Evangelisch-lutherische Landeskirche Hannovers
Die Evangelisch-lutherische Landeskirche Hannovers ist eine von 20 Gliedkirchen (Landeskirchen) der Evangelischen Kirche in Deutschland (EKD). Wie alle Landeskirchen ist sie eine Körperschaft des öffentlichen Rechts. Sie hat ihren Sitz in Hannover. Im Dezember 2023 hatte die Kirche 2.233.950 Gemeindeglieder und ist damit die größte Landeskirche Deutschlands. Sie ist eine der lutherischen Kirchen innerhalb der EKD, Mitglied der Vereinigten Evangelisch-Lutherischen Kirche Deutschlands (VELKD), des Ökumenischen Rates der Kirchen und des Lutherischen Weltbundes. Ferner gehört sie zur Konföderation evangelischer Kirchen in Niedersachsen. Predigtkirche des Landesbischofs der Evangelisch-lutherischen Landeskirche Hannovers ist seit 1925 die Marktkirche in Hannover.

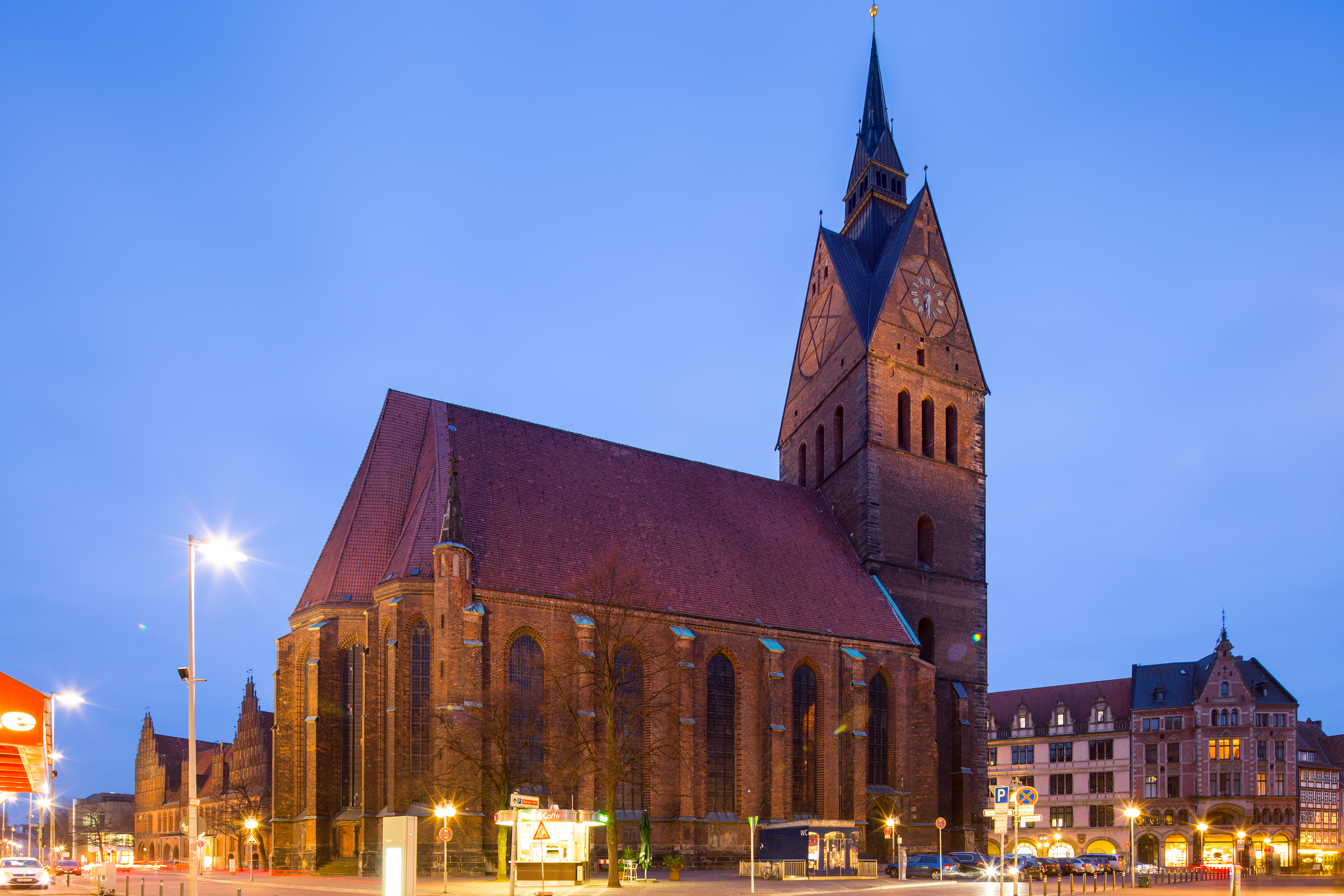
Marktkirche, seit 1925 Predigtstätte des Landesbischofs

## Gebiet der Landeskirche
Das Gebiet der Evangelisch-lutherischen Landeskirche Hannovers umfasst im Wesentlichen das ehemalige Königreich Hannover. Nach dessen Annexion durch Preußen nach dem Deutschen Krieg 1866 bestanden auf dem Gebiet der bis 1946 existierenden preußischen Provinz Hannover zwei unabhängige evangelische Landeskirchen, die hier behandelte lutherische und die Evangelisch-reformierte Landeskirche der Provinz Hannover, die beide nicht zur altpreußischen Union gehörten. Nach Auflösung Preußens wurde vom August bis zum November 1946 das Land Hannover gegründet, das sich mit geringen Abweichungen auf dem Gebiet des früheren Königreiches Hannover befand und sich auch in dessen Tradition sah. Am 23. November 1946 wurde das Gebiet Bestandteil des Landes Niedersachsen.
Die Änderungen der Provinz- bzw. Landesgrenzen mit dem Freistaat Braunschweig, Hamburg, Hessen-Nassau, der Provinz Sachsen und dem Freistaat Waldeck in den 1920er, 1930er und 1940er Jahren wurden bei der Zuordnung von Gebieten zur lutherischen Landeskirche Hannover nur teilweise berücksichtigt. 1934 kamen die lutherischen Kirchengemeinden im Alt-Kreis Pyrmont (1921 von Waldeck zur Provinz Hannover) und im Kreis Grafschaft Schaumburg (1932 von Hessen-Nassau) an die Landeskirche. Direkt von den Landeskirchen übernommen wurde hingegen der Gebietsaustausch 1941 zwischen Preußen und Braunschweig, der der Bildung der Stadt Salzgitter 1942 voranging. Deswegen gehört heute Holzminden zur hannoverschen, Goslar hingegen zur braunschweigischen Landeskirche. Erst 1974 wurde der damals in der DDR gelegene Konsistorialbezirk Ilfeld, dessen Gebiet bereits 1932 an die Provinz Sachsen umgegliedert worden war, von der hannoverschen Landeskirche abgetrennt. 1977 wurde das durch das Groß-Hamburg-Gesetz 1937 an Hamburg gelangte Gebiet mit geringen Abweichungen in die Nordelbische Kirche umgegliedert (zu beidem vgl. u. unter Geschichte).
Der größte Teil Niedersachsens gehört heute zum Gebiet der Landeskirche Hannover. Von den heute niedersächsischen Gebieten gehören nicht zur Landeskirche Hannover:
- das ehemalige Land Oldenburg (Gebiet der Evangelisch-Lutherische Kirche in Oldenburg)
- das ehemalige Land Braunschweig (Gebiet der Evangelisch-lutherische Landeskirche in Braunschweig) mit Ausnahme der Exklave Thedinghausen und
- das ehemalige Land Schaumburg-Lippe (Gebiet der Evangelisch-Lutherische Landeskirche Schaumburg-Lippe)

in den Grenzen von 1946.
Die folgenden Gebiete außerhalb des heutigen Landes Niedersachsen gehören zur Landeskirche Hannover:
- von der Freien Hansestadt Bremen die Stadt Bremerhaven (mit Ausnahme der Vereinigten Evangelisch-Protestantischen Gemeinde zur Bürgermeister-Smidt-Gedächtniskirche),
- von der Freien und Hansestadt Hamburg die Insel Neuwerk und der Stadtteil Hamburg-Cranz,
- vom Land Hessen die Gemeinde Nieste sowie
- vom Land Nordrhein-Westfalen Teile der Gemeinde Borgholzhausen.

Die folgenden Gebietsänderungen zwischen den ehemaligen Ländern Oldenburg und Hannover fanden bei der Zuordnung zu den Landeskirchen keine Berücksichtigung:
- Der heutige Ortsteil Vörden (Landeskirche Hannover) der Gemeinde Neuenkirchen-Vörden liegt im Landkreis Vechta.
- Der heutige Ortsteil Idafehn (Landeskirche Oldenburg) der Gemeinde Ostrhauderfehn liegt im Landkreis Leer.
- Die Samtgemeinde Harpstedt (Landeskirche Hannover) liegt heute im Landkreis Oldenburg.
- Der heutige Ortsteil Dedesdorf (Landeskirche Oldenburg) der Gemeinde Loxstedt liegt im Landkreis Cuxhaven.
- Der heutige Ortsteil Gödens (Landeskirche Hannover) der Gemeinde Sande (Friesland) liegt im Landkreis Friesland.
- Der heutige Ortsteil Varrel (Landeskirche Oldenburg) der Gemeinde Stuhr liegt im Landkreis Diepholz.

## Gliederung
Die Kirchengemeinden sind Körperschaften des öffentlichen Rechts mit gewählten Kirchenvorständen, den „Kirchenvorstehern“ und den Pastoren. Die Kirchenvorstände werden alle sechs Jahre neu gebildet, dabei werden mindestens zwei Drittel der Mitglieder des Kirchenvorstandes unmittelbar von den Gemeindegliedern gewählt. Die letzte Kirchenvorstandswahl erfolgte im März 2024.
Mehrere Kirchengemeinden bilden zusammen einen Kirchenkreis (etwa einem Landkreis vergleichbar), an dessen Spitze ein Superintendent (in den Kirchenkreisen Uelzen und Lüchow-Dannenberg Propst genannt) steht. Die Kirchenkreise sind ebenfalls Körperschaften des öffentlichen Rechts und haben als Organe die Kirchenkreissynode (bis 2019 Kirchenkreistag) mit dem Kirchenkreissynodenvorstand und den Kirchenkreisvorstand. Die Kirchenkreissynode wird innerhalb von sechs Monaten nach Neubildung der Kirchenvorstände gebildet, sie setzte sich bis 2012 aus Vertretern der Kirchengemeinden, vom Kirchenkreisvorstand Berufenen, dem Superintendenten und seinem Stellvertreter und den Landessynodalen aus dem Kirchenkreis zusammen. Seit der Neubildung zum 1. Januar 2013 werden statt der Vertreter der Kirchengemeinden ordinierte und nichtordinierte Gemeindeglieder in Wahlbezirken von den Mitgliedern der Kirchenvorstände gewählt.
Die Kirchenkreise sind zu Sprengeln (etwa einem Regierungsbezirk vergleichbar) zusammengefasst, mit einem Regionalbischof (bis 2019 Landessuperintendent) an der Spitze, der vom Personalausschuss für zehn Jahre gewählt wird, eine Verlängerung bis zum Ruhestand ist möglich. Die Regionalbischöfe tragen ein Amtskreuz. Bis in die 1930er-Jahre bestanden Generaldiözesen als Untergliederungen, geleitet von Generalsuperintendenten, die schon vor der formellen Gründung der heutigen Landeskirche 1866 gebildet worden waren. Der Regionalbischof wird durch den Ephorenkonvent unterstützt. Dem Ephorenkonvent gehören alle Superintendenten des Sprengels an. Im Gegensatz zu Kirchengemeinde und Kirchenkreis hat der Sprengel keinen Status als Körperschaft des öffentlichen Rechts und ist keine eigene juristische Person, kann somit kein eigenes Eigentum haben oder Personal beschäftigen. Personen, die für den Sprengel arbeiten, sind unmittelbar bei der Landeskirche beschäftigt.
Bis zum 30. Juni 2007 gab es acht Sprengel. Die Anzahl wurde am 1. Juli 2007 auf sechs reduziert; dabei wurde der Sprengel Calenberg-Hoya aufgelöst, die Sprengel Hildesheim und Göttingen zusammengefasst und mehrere Kirchenkreise anderen Sprengeln zugeordnet.

### Sprengel mit ihren Kirchenkreisen
- Hannover
  - Kirchenkreis Hannover (bis 2022 Stadtkirchenverband Hannover)
  - Burgdorf
  - Burgwedel-Langenhagen (Sitz Langenhagen)
  - Grafschaft Schaumburg (Sitz Rinteln)
  - Laatzen-Springe (Sitz Pattensen)
  - Neustadt-Wunstorf (Sitz Wunstorf)
  - Nienburg
  - Ronnenberg
  - Stolzenau-Loccum (Sitz Stolzenau)
- Hildesheim-Göttingen
  - Göttingen-Münden (bis 31. Dezember 2022: Göttingen und Münden)
  - Hameln-Pyrmont (Sitz Hameln)
  - Harzer Land (Sitz Osterode), bis 31. Dezember 2012: Clausthal-Zellerfeld, Herzberg und Osterode
  - Hildesheimer Land-Alfeld (Sitz Alfeld und Elze)
  - Hildesheim-Sarstedt (Sitz Hildesheim)
  - Holzminden-Bodenwerder (Sitz Holzminden)
  - Leine-Solling (Sitz Northeim)
  - Peine
- Lüneburg
  - Celle
  - Gifhorn
  - Hittfeld
  - Lüchow-Dannenberg
  - Lüneburg, bis 31. Dezember 2016: Bleckede und Lüneburg
  - Soltau
  - Uelzen
  - Walsrode
  - Winsen (Luhe)
  - Wolfsburg-Wittingen (Sitz Wolfsburg), bis 31. Dezember 2012: Wittingen und Wolfsburg
- Osnabrück
  - Bramsche
  - Grafschaft Diepholz (Sitz Diepholz)
  - Melle-Georgsmarienhütte (Sitz Melle), bis 31. Dezember 2012: Georgsmarienhütte und Melle (teilweise)
  - Osnabrück
  - Syke-Hoya (Sitz Syke)
- Ostfriesland-Ems (Sitz Emden)
  - Aurich
  - Emden-Leer, bis 31. Dezember 2012: Emden und Leer
  - Emsland-Bentheim (Sitz Meppen)
  - Harlingerland (Sitz Esens)
  - Norden
  - Rhauderfehn (Sitz Westrhauderfehn)
- Stade
  - Cuxhaven-Hadeln, bis 31. Dezember 2012: Cuxhaven und Land Hadeln (Sitz Otterndorf)
  - Bremerhaven
  - Bremervörde-Zeven
  - Buxtehude
  - Osterholz-Scharmbeck
  - Rotenburg (Wümme)
  - Stade
  - Verden (Aller)
  - Wesermünde, bis 31. Dezember 2012: Wesermünde-Nord (Sitz Dorum) und Wesermünde-Süd (Sitz Beverstedt)

### Kirchengemeinden
In den 48 Kirchenkreisen gibt es 1.248 Kirchengemeinden, 111 Kapellengemeinden und 9 Anstaltsgemeinden (2002: 59 Kirchenkreise und 1.384 Kirchengemeinden, 1986 76 Kirchenkreise und 1.550 Kirchen-, Kapellen- und Anstaltsgemeinden). Im 20. Jahrhundert hatte sich die Zahl der Gemeinden erhöht, indem vor allem in Städten große Kirchengemeinden geteilt wurden. Seit 1990 schließen sich diese teilweise wieder zusammen. Kleineren Kirchen- und Kapellengemeinden mit weniger als 300 Mitgliedern wurde in den 2010er-Jahren eine Prämie zugesprochen, wenn sie sich mit einer größeren Gemeinde zusammenschließen oder eine enge Kooperation in einer Arbeitsgemeinschaft eingehen.

## Geschichte
Die Geschichte der Landeskirche ist untrennbar mit der Geschichte des Landes Hannover verbunden, das sich im 19. Jahrhundert aus folgenden Staaten und Gebieten zusammensetzte:
- Fürstentum Lüneburg,
- Fürstentum Calenberg (aus dem später das Kurfürstentum Hannover hervorging),
- Fürstentum Grubenhagen,
- Land Hadeln und Amt Neuhaus (beide zu Sachsen-Lauenburg gehörig),
- Grafschaften Diepholz, Hoya, Lingen, Bentheim, Ostfriesland und Hohnstein,
- Herrschaften Spiegelberg und Plesse,
- Freie Reichsstadt Goslar sowie
- Territorien der säkularisierten Hochstifte Bremen, Verden, Hildesheim, Münster und Osnabrück, das Untereichsfeld (zu Kurmainz gehörig) und das Territorium der Reichsabtei Loccum.

In nahezu allen Teilen wurde ab 1527 die Reformation meist nach lutherischem Vorbild eingeführt; besondere Bedeutung kam dabei dem Wittenberger Reformator Johannes Bugenhagen zu, von dem die erste Kirchenordnung in den welfischen Landen stammte. Lediglich die geistlichen Territorien Hildesheim, Münster, Osnabrück-Land und das Eichsfeld blieben katholisch. Weiterhin existierten einige reformierte Gemeinden.
1692 entstand das Kurfürstentum Hannover, das erhebliche Gebiete hinzugewinnen konnte. Erneute Gebietserweiterungen erfolgten 1815, als Hannover zum Königreich erhoben wurde, so kamen Ostfriesland, die Grafschaften Lingen und Bentheim, die Herrschaft Plesse und die Stifte Osnabrück und Hildesheim dazu. Mit den erheblichen Gebietszuwächsen gab es innerhalb des Königreichs Hannover nunmehr eine Landeskirche, die sowohl lutherische als auch reformierte Gemeinden hatte, deren Oberhaupt der König von Hannover als summus episcŏpus (lateinisch für: „oberster Bischof“) war.

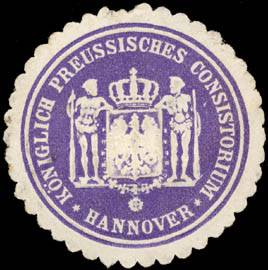
Siegelmarke des Konsistoriums Hannover (zuständig für Calenberg)

Die Kirche gliederte sich in sechs relativ selbständige Konsistorien: In Aurich gab es ein lutherisch-reformiertes Simultankonsistorium (für Ostfriesland). Lutherische Konsistorien bestanden in Hannover (für das kurhannöversche Kerngebiet), in Ilfeld im Harz (für die ehemalige Grafschaft Hohenstein), in Osnabrück (für das ehemalige Hochstift Osnabrück), in Otterndorf (für das Land Hadeln, bestand 1535–1885) sowie in Stade (1650–1903 für die Landdrostei Stade, bis 1885 ohne Hadeln, danach einschließlich Hadelns).
1866 wurde in Hannover ein „Landeskonsistorium“ errichtet, doch blieben die sechs Provinzialkonsistorien zunächst noch bestehen. Einen Tag nach der Errichtung des Landeskonsistoriums in Hannover wurde das Königreich Hannover von Preußen annektiert und in die Provinz Hannover umgewandelt. Die Kirche blieb jedoch selbständig und wurde nicht in die 1817 gegründete unierte Evangelische Landeskirche in Preußen eingegliedert. 1885 bzw. 1903 wurden fünf der sechs Provinzialkonsistorien aufgelöst.

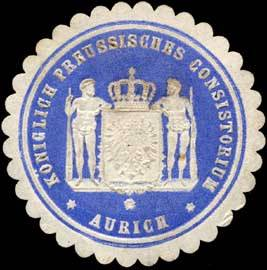
Siegelmarke des Konsistoriums Aurich

Lediglich Aurich blieb als paritätisch (lutherisch und reformiert) besetztes Provinzkonsistorium bestehen. Es war ab 1882 – allerdings nur seine reformierten Mitglieder – oberste Kirchenbehörde der Evangelisch-reformierten Landeskirche der Provinz Hannover geworden, aus der die heutige Evangelisch-reformierte Kirche (Landeskirche) hervorging. Das Konsistorium Aurich war darüber hinaus weiterhin für die lutherischen Gemeinden Ostfrieslands zuständig. Dies wurde so bis nach dem Ersten Weltkrieg (Wegfall des landesherrlichen Kirchenregiments) fortgeführt. Erst 1922 wurde das paritätisch besetzte Konsistorium Aurich in ein rein reformiertes Konsistorium umgewandelt.
In preußischer Zeit war der König von Preußen Oberhaupt der Landeskirche Hannovers. Geistlicher Leiter waren in jener Zeit acht (ab 1902 vier) Generalsuperintendenten. Mitte des 19. Jahrhunderts amtierte unter den zahlreichen Namen über viele Jahre Gerhard Uhlhorn. Die Namen der letzten Generalsuperintendenten der Provinz Hannover waren:
- in Aurich: Hans Süßmann (1902–1925),
- in Hannover: Carl Schuster (1884–1905), Friedrich Ludwig Möller (1905–1925),
- in Hildesheim: Theodor Hoppe (1903–1925) sowie
- in Stade: Johannes Remmers (1904–1913), Johannes Schwerdtmann (1913–1922) und August Marahrens (1924–1925, seit 1922 vertretungsweise).

Nach Abdankung der Könige und dem Wegfall des landesherrlichen Kirchenregiments wurde Preußen, zu dem die Provinz Hannover gehörte, eine Republik namens Freistaat Preußen. Wie für alle Religionsgemeinschaften im Reich galt ab 1919 die in der Weimarer Verfassung bestimmte Trennung von Religion und Staat auch für die Landeskirche Hannovers, die also entsprechend selbständig wurde, weshalb ihre Synodalen ihr 1922 eine neue Verfassung gaben. Danach stand an der Spitze der Landeskirche nunmehr der Landesbischof. Ferner wurde ein Landeskirchentag (ab 1946 Landessynode) eingeführt. Aus dem Landeskonsistorium in Hannover wurde das Landeskirchenamt. Bis zur Einsetzung des ersten Landesbischofs 1925 fungierten zunächst „die mit der vorläufigen Wahrnehmung des landesherrlichen Kirchenregiments beauftragten Staatsminister“ Preußens, ab 1921 die Präsidenten des Landeskonsistoriums in Hannover als Oberhaupt der Kirche.
Nach dem Übergang des Kreises Grafschaft Schaumburg aus der Provinz Hessen-Nassau in die Provinz Hannover 1932 wurde das Gebiet 1934 auch aus der Landeskirche in Hessen-Kassel in die hannoversche Landeskirche umgegliedert. Von den späteren staatlichen Gebietsreformen blieben die Grenzen des Kirchenkreises unberührt.
Nach dem Zweiten Weltkrieg war die Evangelisch-Lutherische Landeskirche Hannovers Gründungsmitglied der Evangelischen Kirche in Deutschland (EKD) und der Vereinigten Evangelisch-Lutherischen Kirche Deutschlands (VELKD). 1971 bildete sie mit den anderen evangelischen Kirchen Niedersachsens die Konföderation evangelischer Kirchen in Niedersachsen. Seit 1976 gehören die ehemals braunschweigischen Gemeinden Lunsen und Thedinghausen nach fast 300 Jahren zur Landeskirche Hannover. Die Gemeinden waren 1679 von der brem-verdenschen Kirche an die braunschweigische Kirche gekommen. 1974 wurde der damals in der DDR gelegene Konsistorialbezirk Ilfeld von der hannoverschen Landeskirche abgetrennt.
Im Jahr 1977 wurde die Nordelbische Evangelisch-Lutherische Kirche aus vier bestehenden Landeskirchen neu gegründet. Im Rahmen dieser Fusion schloss sich der Kirchenkreis Harburg, der auf Hamburger Stadtgebiet liegt, der neu gegründeten Kirche an. Zugleich trennten sich die Gemeinden von Cuxhaven, die bisher zur in der Fusion aufgehenden Evangelisch-Lutherische Kirche im Hamburgischen Staate gehörte, von ihrer Landeskirche und gliederte sich der Evangelisch-lutherischen Landeskirche Hannovers an. Bis heute wird gelegentlich eine Fusion der Landeskirchen auf niedersächsischem Gebiet zu einer gemeinsamen Landeskirche ins Gespräch gebracht.

### Präsidenten des Landeskonsistoriums in Hannover
- 1866–1883: Carl Lichtenberg
- 1885–1893: Otto Mejer
- 1894–1903: Bodo Voigts

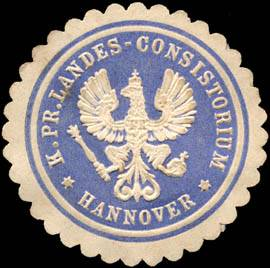
Siegelmarke des Landeskonsistoriums

- 1903–1910: Heinrich Franz Chalybäus
- 1911: Wilhelm Heinichen
- 1912–1920: Hermann Steinmetz
- 1921–1924: Ernst Lohmann

### Mitgliederentwicklung
Wie alle Landeskirchen hat die hannoversche Landeskirche einen Mitgliederrückgang zu verzeichnen. Am 31. Dezember 2002 hatte sie 3.142.685 Gemeindeglieder, 2010 waren es 2.883.510 Gemeindeglieder. Am 31. Dezember 2018 hatte die hannoversche Landeskirche 2.532.601 (41,4 %) Gemeindeglieder bei einer Gesamtbevölkerung von 6.115.726. Im Jahre 2004 hatte die hannoversche Landeskirche noch eine absolute Mehrheit (50,3 %) mit 3.087.195 Gemeindegliedern bei einer Gesamtbevölkerung von 6.135.375.

## Kirchenleitung – Verfassungsorgane
Die Evangelisch-Lutherische Landeskirche Hannovers hat fünf kirchenleitende Verfassungsorgane, diese sind der Landesbischof die Landessynode, der Landesynodalausschuss, das Landeskirchenamt  und der Bischofsrat. Die Organe der Kirchenleitung leiten die Landeskirche in arbeitsteiliger Gemeinschaft und gegenseitiger Verantwortung. Sie bilden den Personalausschuss als gemeinsamen beschließenden Ausschuss.

### Die geistliche Leitung

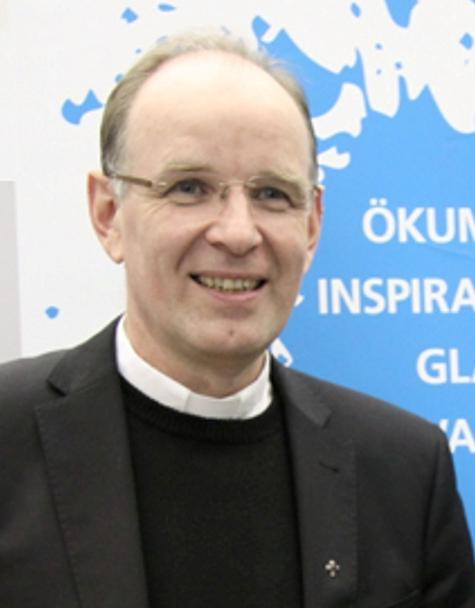
Ralf Meister (2013), seit 2011 Landesbischof

An der Spitze der Evangelisch-Lutherischen Landeskirche Hannovers steht der Landesbischof, der vom Personalausschuss der Landeskirche vorgeschlagen und von der Synode auf zehn Jahre gewählt wird. Eine Verlängerung bis zum Ruhestand ist möglich. Er trägt das bischöfliche Amtskreuz der Landeskirche Hannover. Er hat den Vorsitz im Landeskirchenamt, im Bischofsrat und im Personalausschuss der Landeskirche. Er vertritt die Landeskirche in der Öffentlichkeit und in kirchlichen, politischen und gesellschaftlichen Gremien. Dienstsitz des Bischofs ist die Bischofskanzlei in der Haarstraße im hannoverschen Stadtteil Südstadt. Seit 1925 ist die Marktkirche Predigtkirche des Landesbischofs. Der Landesbischof wird nach der Besoldungsgruppe B 8 der Besoldungsordnung B besoldet.
Landesbischöfe
- 1925–1947: August Marahrens
- 1947–1971: Johannes Lilje
- 1971–1988: Eduard Lohse
- 1988–1999: Horst Hirschler
- 1999–2010: Margot Käßmann
- 2010–2011: Hans-Hermann Jantzen (Bischofsvikar)
- seit 26. März 2011: Ralf Meister[13]

### Landessynode
Als Parlament hat die Landeskirche seit 1863 eine Landessynode. Von 1925 bis 1945 hieß das Parlament Landeskirchentag, von 1945 bis 1947 gab es eine vorläufige Landessynode. Deren Mitglieder, die Synodalen, werden alle sechs Jahre in Wahlkreisen gewählt. Wahlberechtigt sind dabei die Mitglieder der Kirchen- und Kapellenvorstände, die Mitglieder der Kirchenkreistage und die Pastoren. Die Geschäftsstelle der Landessynode hat ihren Sitz im Landeskirchenamt Hannover.
Die Synode tagt etwa zweimal im Jahr, in der Regel in Räumen der Henriettenstiftung in Hannover. Ihre Aufgaben sind ähnlich wie die von politischen Parlamenten. In der übrigen Zeit übernimmt der Landessynodalausschuss die ständige Vertretung der Synode wahr. Die Synode wählt ein Präsidium, dem der Präsident der Landessynode vorsteht. Vor Eröffnung einer Landessynode findet ein Gottesdienst statt, in dem die Mitglieder in die Hand des Landesbischofs ein Gelöbnis ablegen. Bis zur Wahl eines Präsidiums wird die erste Tagung vom Vorsitzenden des Landesynodalausschusses geleitet.
Die Synode bildet eine Reihe von Ausschüssen. Die Sitze in den Ausschüssen und die Ausschussvorsitze werden aufgrund der Stärke der beiden kirchenpolitischen Gruppen (entsprechen Fraktionen im politischen Bereich) verteilt. Zum einen gibt es dort die (moderat) konservativen Synodalen, die sich unter dem Dach der Lebendigen Volkskirche (LVK) zusammengefunden haben und die eher (links-)liberale Fraktion der Gruppe Offene Kirche (GOK). Letztere entstand im Jahr 1969. Die LVK folgte einige Jahre später.
Beide Gruppen tagen mehrfach im Jahr und sind durch ihre Existenz Garant für die Effizienz der parlamentarischen Arbeit. Zunächst war die LVK in den siebziger Jahren etwas stärker als die GOK in der Synode vertreten. Seit der 22. Landessynode stellt die GOK eine Mehrheit der Synodalen. Im Zuge der Perspektivbeschlüsse der Landeskirche hatte die 23. Landessynode beschlossen mit der Neuwahl der Landessynode im Herbst 2007 die Zahl der Synodalen um 25 % auf 75 Mitglieder zu reduzieren. Im Februar 2014 konstituierte sich die 25. Landessynode neu für die Legislaturperiode 2014 bis 2020. Der 25. Landessynode gehörten 63 gewählte, 10 durch den Personalausschuss (bis 2019 durch den Kirchensenat) bestimmte sowie per Amt der Abt zu Loccum und ein Vertreter der Georg-August-Universität Göttingen als Mitglieder an, erstmals wurden zwei Jugenddelegierte in die Landesynode berufen, die ohne Stimmrecht an den Sitzungen teilnehmen. 2016 waren vier Jugenddelegierte berufen. Die Synodalgruppe GOK hat 37, die LVK-Synodalgruppe 38 Mitglieder. Der Landesbischof, die Mitglieder des Bischofsrates und des Kirchensenats (bis 2019) und die Bevollmächtigten des Landeskirchenamtes können an der Synode ohne Stimmrecht teilnehmen und nach jedem Redebeitrag das Wort ergreifen. Des Weiteren nimmt der Leiter der Geschäftsstelle der Landessynode an den Tagungen teil.
Dem Präsidium der Landessynode gehören der Präsident, drei Vizepräsidenten und weitere Schriftführer an. Die Gruppenvorsitzenden und der Vorsitzende des Landessynodalausschusses nehmen an den Sitzungen teil.
Präsidenten der Landessynode bzw. des Landeskirchentages
- Vorsynode 1863–1869: Alexander Levin Graf von Bennigsen
- 1. Landessynode 1869–1875: Friedrich Hermann Albert Freiherr von Wangenheim
- 2.–4. Landessynode 1875–1893: Friedrich Meyer
- 5. Landessynode 1893–1894: Wilhelm von der Osten
- 5. Landessynode 1894–1899: Friedrich von Kaufmann
- 6.–7. Landessynode 1899–1911: Georg Lichtenberg
- 8. Landessynode – 1. Landeskirchentag 1911–1928: Georg Erhard Graf von Wesel
- 2. Landeskirchentag 1928–1931: Wilhelm Barkhausen (1875–1933)
- Außerordentlicher Landeskirchentag 1931–1932: Anton-Dietrich von Wersebe
- 3. Landeskirchentag 1932–1945/14. Landessynode 1947–1953: Wilhelm Friedrich Redepenning
- Vorläufige Landessynode 1945–1947: Otto Meyer
- 15. Landessynode 1953–1959: Johannes Wolff
- 16.–18. Landessynode 1959–1974: Martin Boyken
- 18.–21. Landessynode 1974–1992: Eckart Krömer
- 21.–22. Landessynode 1993–1998: Valentin Schmidt
- 23. Landessynode 1998–2004: Albrecht Bungeroth
- 23.–24. Landessynode 2005–2013: Jürgen Schneider
- 25.–26. Landessynode seit 2014: Matthias Kannengießer

### Landessynodalausschuss
Die Rechte der Synode nimmt zwischen den in der Regel zwei Tagungen im Jahr der sieben Mitglieder umfassende Landessynodalausschuss (LSA) als eigenes kirchenleitendes Organ wahr. Ihm sind darüber hinaus eigene Zustimmungsrechte im Bereich der Finanzwirtschaft und der Rechtsetzung übertragen, so dass das synodale Mitwirken an der gemeinsamen Kirchenleitung kontinuierlich gewährleistet ist. Zum Abschluss der I. Tagung der Landessynode wurde im Februar 2020 der Landessynodalausschuss für eine sechsjährige Amtszeit neu gewählt. Vorsitzender des LSA ist seit 2010 Jörn Surborg – Hildesheim (GOK).

### Landeskirchenamt
Der Landesbischof ist Vorsitzender des Landeskirchenamtes. Die Mitglieder des Landeskirchenamtes bilden das Kollegium des Landeskirchenamtes. Mitglieder sind, neben dem Landesbischof, der Präsident, der Theologische Vizepräsident, der Juristische Vizepräsident, die ordentlichen Oberlandeskirchenräte sowie weitere außerordentliche Mitglieder. Das Kollegium besteht neben dem Landesbischof und der Präsidentin aus 7 ordentlichen Mitgliedern (Stand Dezember 2021). Das Landeskirchenamt führt die laufenden Geschäfte der Landeskirche in eigener Verantwortung und ist zuständig für alle Angelegenheiten der Verwaltung der Landeskirche, soweit die Zuständigkeit nicht anderen Stellen übertragen wurde. Es sorgt im Zusammenwirken mit anderen kirchenleitenden Organen für die Wahrung und Fortentwicklung des kirchlichen Rechts, für eine zweckmäßige Organisation und eine transparente Finanzwirtschaft. Das Landeskirchenamt hat insbesondere die Aufgaben mit Zustimmung des Landessynodalausschusses über Rechtsverordnungen zu beschließen und eigene Entwürfe zu Kirchengesetzen in die Kirchlichen Gremien einzubringen. Es bereitet Konzepte für die kirchliche Arbeit vor und wirkt an der Umsetzung beschlossener Konzepte mit und entscheidet im Rahmen des geltenden Rechts und der darin vorgesehenen Beteiligungsverfahren über die Errichtung, Aufhebung, Zusammenlegung und Veränderung kirchlicher Körperschaften sowie landeskirchlicher Einrichtungen und übt die oberste Aufsicht über sie aus. Das Landeskirchenamt berät und unterstützt die kirchlichen Körperschaften, die Einrichtungen der Landeskirche und die anderen Formen kirchlichen Lebens. Es trägt Verantwortung für theologische Grundsatzfragen und nimmt am Öffentlichkeitsauftrag der Landeskirche teil. Es stellt den Entwurf des Haushaltsplans und den Jahresabschluss auf. Die Mitglieder unterstützen den Landesbischof bei der Erledigung seiner Aufgaben. Die Theologischen Mitglieder tragen ein Amtskreuz. Das Landeskirchenamt entscheidet als Kollegium und bestimmt im Rahmen des Rechts und der Beschlüsse der anderen Organe die Ziele seiner Arbeit. Das Kollegium tritt regelmäßig mit den Regionalbischöfen (Bischofsrat), bis 2019 Landessuperintendenten, zu Beratungen zusammen.

### Bischofsrat
Der Landesbischof und die Regionalbischöfe bilden den Bischofsrat. Den Vorsitz führt der Landesbischof. Während des Kirchenkampfes 1934 berief Landesbischof Marahrens Beauftragte bzw. Vertrauensmänner, um den Einfluss der kurz zuvor von den Deutschen Christen berufenen Landespröpste zurückzudrängen. Er wies ihnen Bezirke zu, wenig später die früher bestehenden Sprengel. Im Februar 1935 erfolgte die formale Berufung der Bischofsvikare. Gemeinsam bildeten sie fortan den Bischofsrat. In Nachfolge der Bischofsvikare gehören seit 1936 die Landessuperintendenten, seit 2020 Regionalbischöfe, der Landeskirche dem Rat an. Der Bischofsrat berät über alle Fragen, die die Landeskirche betreffen. Er ist bei der Einführung oder Änderung von Agenden, Gesangbüchern oder Katechismen zu beteiligen. Er ist beratend bei der Ernennung von Superintendenten (Leiter der Kirchenkreise), Pastoren mit besonderem Auftrag oder der Ernennung des Studiendirektor und Rektors der Theologischen Akademie tätig. Dienstanweisungen an die Superintendenten bedürfen der Zustimmung des Bischofsrates.

### Kirchensenat
Bis zur Einführung der neuen Kirchenverfassung zum 1. Januar 2020 wirkten im Kirchensenat alle kirchenleitenden Organe der Landeskirche zusammen. In ihm wurde über alle Fragen der Landeskirche gesprochen. Unter dem Vorsitz des Landesbischofs waren der Präsident des Landeskirchenamtes, ein Geistliches Mitglied des Landeskirchenamtes (in der Regel der Geistliche Vizepräsident), ein Landessuperintendent, der Vorsitzende des Landessynodalausschusses, der Präsident der Landessynode, drei weitere Landessynodale und vier weitere Glieder der Landeskirche, die nicht der Landessynode angehören, Mitglied des Senats. Die Amtsdauer der gewählten Mitglieder betrug sechs Jahre. Im Landeskirchenamt Hannover befand sich die Geschäftsstelle des Senats. Der Kirchensenat schlug den zu wählenden Bischof vor (bis zu drei Namen), ernannte die Landessuperintendenten, erließ deren Dienstordnung, führte die Dienstaufsicht über sie aus und bestimmte deren Amtssitz und Predigtstätte. Er ernannte den Präsidenten/die Vizepräsidenten und alle weiteren Mitglieder des Landeskirchenamtes (Kollegium) und fungierte für das Kollegium als dessen oberste Dienstbehörde. Er ernannte die Mitglieder kirchlicher Gerichte. Er berief zehn Synodale und konnte innerhalb von vier Wochen gegen Beschlüsse der Landessynode Einspruch erheben. Der Senat ordnete die Wahl zu einer neuen Landessynode an und setzte den Wahltag fest. Er wirkte mit bei Kirchengesetzen, Beschlüssen der Landessynode und Erklärungen des Landeskirchenamtes, verlieh Dienstbezeichnungen und setzte Titel fest. Der Senat ernannte Mitglieder der kirchlichen Gremien und bestimmte Vertreter der Landeskirche in der Kirchenkonferenz der EKD. Im Kirchensenat wurden die Kompetenzen und Zuständigkeiten des Landesbischofs, der Landessuperintendenten und des Landeskirchenamtes festgelegt. Er erließ Verordnungen mit Gesetzeskraft und gab grundsätzliche Richtlinien heraus. Der Kirchensenat wirkte bei der Ordnung und Verwaltung der Klöster sowie der Geschäftsordnung des Landeskirchenamtes mit. Er übte das Gnadenrecht aus.

## Verwaltung

### Landeskirchenamt

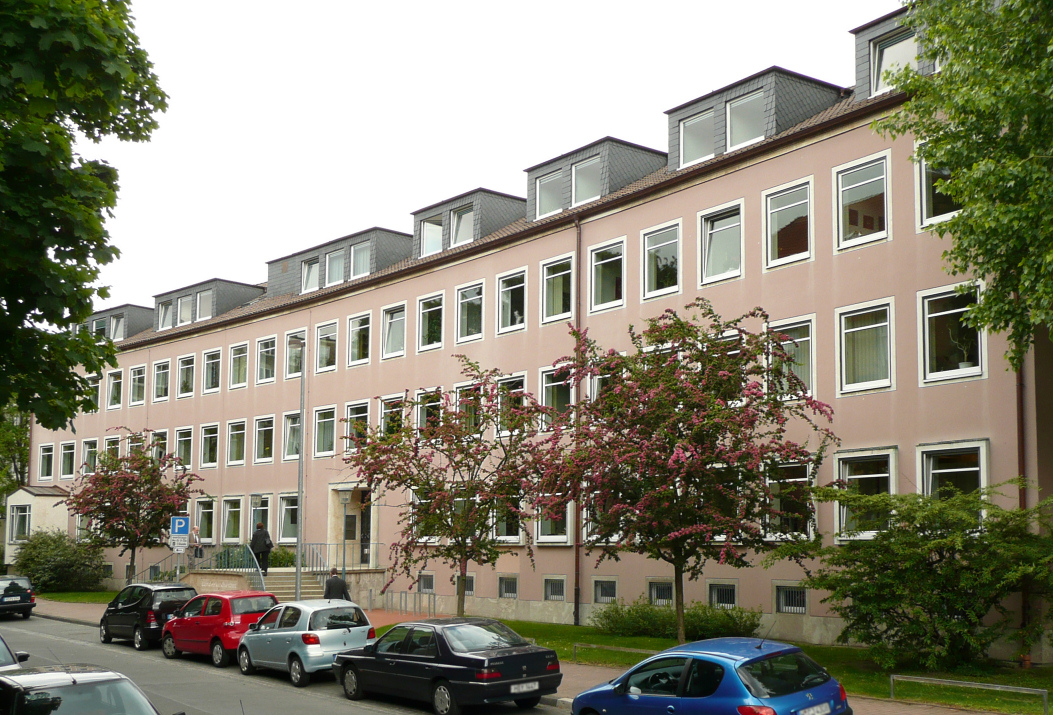
Hauptsitz Landeskirchenamt Hannover

Das Landeskirchenamt Hannover nimmt – unbeschadet der Aufsichtsbefugnisse anderer Stellen – die Funktion als oberste Dienstbehörde der Landeskirche wahr. Es verwaltet die inneren und äußeren Angelegenheiten der Landeskirche nach dem geltenden Recht und vertritt die Landeskirche in Rechtsangelegenheiten. Das Landeskirchenamt führt die Aufsicht über die in der Landeskirche bestehenden Körperschaften und die Inhaber der Amts- und Dienststellungen.
Präsidenten des Landeskirchenamtes
Der Präsident des Landeskirchenamtes wird nach der Besoldungsgruppe B 7 besoldet. 2023 wurde beabsichtigt, die Stelle nach B 6 zu bewerten.
- 1924–1929: Viktor Lampe
- 1930–1933: Max Schramm
- 1933–1946: Friedrich Schnelle
- 1946–1952: Gustav Ahlhorn
- 1952–1970: Karl Wagenmann
- 1970–1983: Johann Frank
- 1984–2008: Eckhart von Vietinghoff
- 2008–2013: Burkhard Guntau
- 2013–Oktober 2023: Stephanie Springer
- Seit Juni 2024: Jens Lehmann

Vom 23. Oktober 2023 bis zum 16. Juni 2024 wurde die Amtsleitung durch die Vizepräsidenten Ralph Charbonnier und Rainer Mainusch ausgeübt.

### Kirchenämter und Verwaltungsstellen
Die Verwaltung der Kirchenkreise, ihrer Kirchengemeinden und Einrichtungen erfolgt in Kirchenämtern (bis zur Zusammenlegung Kirchenkreisämter). Die Synode hatte 2005 beschlossen, die Anzahl der Kirchenkreisämter zu halbieren. Zum 1. Januar 2006 gab es 43 und im Mai 2023 22 Kirchenämter (inklusive Nebenstellen). Daneben gibt es weitere Verwaltungsstellen wie die Kirchliche Verwaltungsstelle Loccum und die Verwaltungsstelle im Haus kirchlicher Dienste, die für mehrere übergemeindliche Einrichtungen und Dienste tätig sind.

## Einrichtungen der Landeskirche
In Hildesheim neben der Michaeliskirche ist das Zentrum für Gottesdienst und Kirchenmusik (Michaeliskloster) in der Landeskirche untergebracht. In Göttingen betreibt die Kirche ein Studienhaus und Seminar für Theologie-Studenten an der Georg-August-Universität Göttingen und Pastoren im Studiensemester. Die hannoversche Landeskirche verfügt über ein zentrales Archiv. Das Zentrum für Gesundheitsethik (ZfG), die Hanns-Lilje-Stiftung und die Hauptstelle für Lebensberatung haben ihren Sitz im Hanns-Lilje-Haus. Gemeinsam mit den Landeskirchen Braunschweigs und Schaumburg-Lippes ist die Landeskirche Träger des Evangelisch-lutherischen Missionswerks in Niedersachsen (ELM). Die Diakonischen Einrichtungen der Landeskirche sind im 2014 gegründeten Diakonischem Werk evangelischer Kirchen in Niedersachsen zusammengefasst. Zusammen mit der Evangelischen Kirche in Deutschland ist die Landeskirche Hannover Träger des Sozialwissenschaftlichen Instituts der EKD.

### Service Agentur der Evangelisch-lutherischen Landeskirche Hannovers

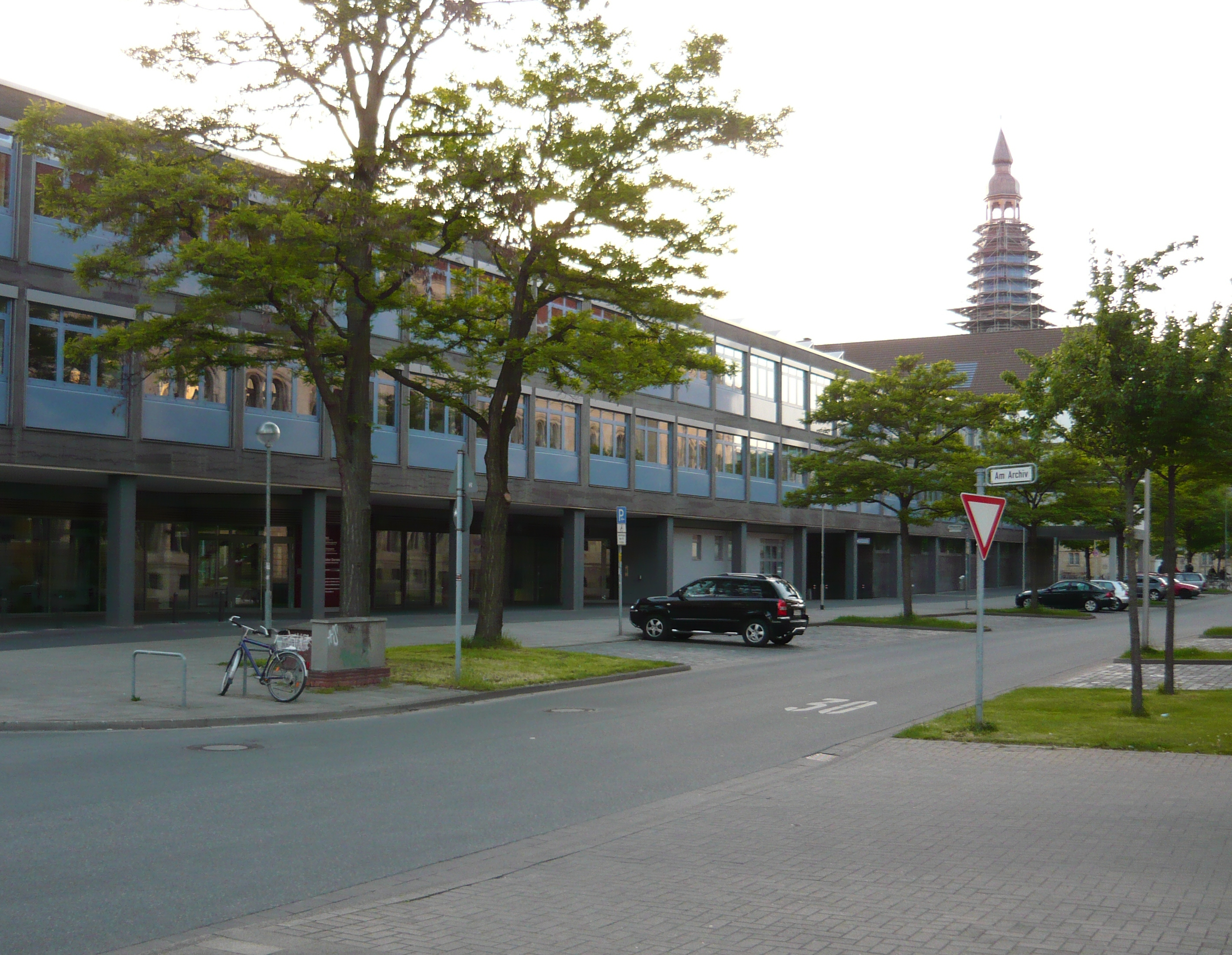
Haus kirchlicher Dienste der Evangelisch-lutherischen Landeskirche Hannovers, größte Einrichtung der Landeskirche

Die Service Agentur der Evangelisch-lutherischen Landeskirche Hannovers wurde 1937 als Amt für Gemeindedienst (AfG) gegründet. Vorläufer waren ab 1918 die Arbeitsgemeinschaft für Volksmission und von 1933 bis 1937 das Volkmissionarische Amt I und II. Die Gründung erfolgte, um zahlreiche Freie evangelische Werke und Vereine (Deutsches Evangelisches Männerwerk Hannover, ev. Landesjugenddienst, Frauenhilfe und Deutsch-Evangelischer Frauenbund, Volksmission) vor dem Verbot und Gleichschaltung durch die Nationalsozialisten zu schützen und unter dem Dach der offiziellen Kirche zu organisieren (siehe: Kirchenkampf). 2002 wurde das Amt für Gemeindedienst in Haus kirchlicher Dienste umbenannt und heißt seit September 2024 Service Agentur. Im Laufe der Jahre veränderte sich die Struktur und Organisation des AfG/HkD/der Service Agentur. Einrichtungen kamen hinzu und wurden ausgegliedert, so gehörte von 1956 bis 2002 das Posaunenwerk zum Amt für Gemeindedienst oder bis 2010 das Lutherische Verlagshaus. Erster Amtssitz war das Lutherhaus in der Ebhardtstraße 3 in Hannover-Mitte, das heute unter Denkmalschutz steht. Seit 1966 befindet sich der Haupt-Dienstsitz in der Archivstraße in Hannover (Stadtteil Calenberger Neustadt). Die Service Agentur  ist in allen Sprengeln der Landeskirche mit Regionalbüros präsent. Weitere Einrichtungen und Vereine im Haus haben ihren Sitz im Hanns-Lilje-Haus, das zur Einrichtung gehört, sowie in der Odeonstraße in Hannover-Mitte.
Die Service Agentur ist das Dienstleistungs- und Kompetenzzentrum der Landeskirche Hannovers und unterstützt als übergemeindliche Einrichtung die Arbeit der Landeskirche und der Kirchengemeinden. In ihr sind mehr als zwanzig Vereine, Werke, Einrichtungen, Dienste und Fachstellen (Frauenwerk, Landesjugendpfarramt, Kirchlicher Dienst in der Arbeitswelt, Kirchlicher Dienst auf dem Lande, Missionarische Dienste, Kunst und Kultur, Kirche und Judentum, Kirche in Europa, Ökumene, Friedensarbeit u. a.) in der Landeskirche Hannovers zu einer Organisation zusammengefasst. Insgesamt werden mehr als 40 Arbeitsfelder und weitere Projekte (von der Altenarbeit bis zum Weltgebetstag, sowie die Initiative Kirche für Demokratie – gegen Rechtsextremismus, Luther 2017, der Kulturpreis der Evangelisch-lutherischen Landeskirche Hannovers oder der Pilgerweg Loccum–Volkenroda) bearbeitet und betreut. (Stand: August 2022)
Zur Einrichtung  gehören auch das Geistliche Zentrum Kloster Bursfelde und die Arbeitsgemeinschaft Hilfe für Tschernobyl-Kinder.
Seit September 2024 ist die Service Agentur in die 2 Hauptbereiche Gemeindeservice und Kirchenentwicklung und Öffentliche Verantwortung, 11 Teams und die Verwaltungsstelle organisiert. Ihr sind Einrichtungen der Konföderation evangelischer Kirchen in Niedersachsen, diese sind der Kirchliche Dienst in Polizei und Zoll der Konföderation evangelischer Kirchen in Niedersachsen und die Evangelische Erwachsenenbildung Niedersachsen. kirchliche Vereine, Evangelisches Dorfhelferinnenwerk Niedersachsen e. V., Begegnung – Christen und Juden Niedersachsen e. V. verbunden mit dem Evangelisch-lutherischen Zentralverein für Begegnung von Christen und Juden e. V., Evangelische Familien-Bildungsstätte Hannover e. V., Hannoversche Bibelgesellschaft e. V., Einrichtungen des Landeskirchenamtes und die EMA zugeordnet oder angeschlossen. Die Verwaltungsstelle  übernimmt für die Service Agentur und für über 30 weitere Einrichtungen, beispielsweise Michaeliskloster Hildesheim, Zentrum für Seelsorge, Kirchlicher Entwicklungsdienst der Landeskirchen Hannovers und Braunschweigs sowie die Landessuperintendenturen (Stand: Mai 2017) Dienstleistungen und Aufgaben der Verwaltung und Geschäftsbesorgung.
Das Service Agentur  hat am Dienstsitz Archivstraße/Brandstraße etwa 250 Mitarbeitende. Zur Einrichtung gehören etwa 90 Referenten (Pastoren der Landeskirche/Diakone/privatrechtlich angestellte Fachreferenten) von denen ungefähr die Hälfte ihren Dienstsitz und Schwerpunkt in den Sprengeln hat. Einige Referenten haben Landeskirchliche Beauftragungen inne. Es ist die größte landeskirchliche Einrichtung. Insgesamt arbeiten im und für die Einrichtung rund 700 Haupt- und nebenamtliche Mitarbeitende in der Landeskirche und Konföderation. Die Serviceagentur  ist Gründungsmitglied von Transfair Deutschland. Es ist Sitz der gemeinsamen Druckerei der Einrichtung  und des Landeskirchenamtes und sorgt für den Druck der Schriften beider Ämter. Es ist Herausgeber zahlreicher Handreichungen, Schriften und Bücher. Seit 2004 wurde es mehrfach durch Ökoprofit ausgezeichnet.
Die Einrichtung ist unselbständig und steht unter der Aufsicht eines vom Theologischen Vizepräsidenten des Landeskirchenamtes geleiteten Kuratoriums (Vertreter aus Bischofsrat, Synode, Landeskirchenamt, HkD).
Die Einrichtung wird von einem Theologen als Direktor geleitet. Bisherige Leiter waren Adolf Cillien (1937–1953, ab 1943 auch außerordentliches Mitglied des Landeskirchenamtes), Theodor Laasch (kommissarischer Leiter 1953–1956), Paul Kurth (1956–1961), Rudolf Herrfahrdt (1965–1975), Paul Gerhard Jahn (1975–1990), Hans Joachim Schliep (1990–1999, ab 1994 auch außerordentliches Mitglied des Landeskirchenamtes), Dine Fecht (1999–2008) und Ralf Tyra (2008–2023). Seit August 2023 ist Mirko Peisert der Leiter der Einrichtung.

### Rechnungsprüfungsamt
Das Rechnungsprüfungsamt der Evangelisch-lutherischen Landeskirche dient der Sicherstellung der zweckmäßigen Verwendung der der Landeskirche anvertrauten Gelder. Es ist dem Landeskirchenamt Hannover angegliedert und direkt dem Präsidenten zugeordnet. Es übernimmt die den kirchlichen Organen zugewiesenen Formen der öffentlichen Finanzkontrolle. Zu den Hauptaufgaben zählen die Prüfung der Haushalts- und Wirtschaftsführung sowie die Prüfung der Ordnungsmäßigkeit des kirchlichen Handelns. Zudem leistet es durch eine Beratung im Vorfeld für kirchenleitende Gremien eine Unterstützung der Haupt- und Ehrenamtlichen in der Landeskirche. Haupt- und Leitungssitz des Rechnungsprüfungsamt ist in der Knochenhauerstraße in Hannover. Es ist mit fünf Regionalstellen in der Fläche der Landeskirche vertreten.

### Evangelische Medienarbeit
Die Evangelische Medienarbeit (EMA) ist seit 2017 zuständig für die Kommunikation der Evangelisch-lutherischen Landeskirche Hannovers und entstand aus dem Zusammenschluss des Evangelischen Medienservicezentrum (EMSZ) und der Pressestelle der Landeskirche. Die EMA hat ihren Sitz im Haus kirchlicher Dienste in der Archivstraße und im Landeskirchenamt Hannover, sie ist eine rechtlich unselbständige Einrichtung der Landeskirche und wird durch einen Direktor, seit Juli 2020 Pastor Joachim Lau, der direkt dem Landesbischof zugeordnet ist, geleitet und einem vom Landeskirchenamt Hannover gebildeten Verwaltungsrat beaufsichtigt.

### Zentrum für Seelsorge
Das Zentrum für Seelsorge und Beratung (ZfS) ist eine unselbständige Einrichtung unter der Aufsicht des Landeskirchenamtes. In ihm sind die Fachdienste und überregionalen Stellen der Spezialseelsorge wie die Beauftragten für Alten-, Aids-, Hospiz- und Gehörlosenseelsorge, des Pastoralpsychologischen Dienstes, des Leiters der Hauptstelle für Ehe- und Lebensberatung und das Pastoralklinikum-Zentrum für Klinische Seelsorgeausbildung zusammengefasst. Das Zentrum koordiniert und organisiert die Arbeit der Sonder- und Spezialseelsorge im Raum der Landeskirche und sorgt für die Aus-, Fort- und Weiterbildung kirchlicher Mitarbeiter auf dem Gebiet der Seelsorge. Geleitet wird es von einem Kuratorium und einem Direktor. Von 2013 bis Juni 2018 war Superintendent a. D. Martin Bergau der Leiter. Seit August 2018 ist Pastorin Angela Grimm Direktorin im ZFS. Es hat seinen Sitz in der Blumhardtstraße 2A in Hannover.

### Evangelisches Schulwerk
Das Evangelische Schulwerk der Landeskirche wurde 2009 gegründet und ist zuständig für die pädagogische und organisatorische Begleitung und Koordination der evangelischen Schulen auf dem Gebiet der Landeskirche und hilft beim Aufbau neuer Schulen. Es ist eine unselbständige Einrichtung unter der Aufsicht des Landeskirchenamt Hannover, dem es unmittelbar zugeordnet ist. Es wird von einem Kuratorium geleitet und von einer Geschäftsstelle mit Sitz in Hannover verwaltet.

### Einrichtungen in Loccum
Die Landeskirche unterhält in Loccum ein Predigerseminar, das im Kloster Loccum beheimatet ist. In Loccum befinden sich außerdem die Evangelische Akademie, das Religionspädagogische Institut und das Pastoralkolleg Niedersachsen, an dem sich seit 2016 die weiteren evangelischen Landeskirchen in Niedersachsen beteiligen. Die Evangelische Akademie, das Religionspädagogische Institut und das Pastoralkolleg werden von einer Verwaltungsstelle gemeinsam verwaltet und von einem Leitungsausschuss, indem die Leiter der Einrichtungen und der Verwaltungsstelle sowie vier Vertreter (einer als Vorsitzender) des Landeskirchenamt Hannover Mitglied sind, geleitet. Die Leiter der Einrichtungen und der Verwaltungsstelle bilden die Leiterkonferenz.

## Beauftragte der Evangelisch-lutherischen Landeskirche
Die Landeskirche beruft für verschiedene Themenbereiche (Frieden, Umwelt, Endlager, Kunst und Kultur, Gleichstellung, Kirche und Judentum, Weltanschauungsfragen u. a.) landeskirchliche Beauftragte. Diese halten Vorträge und führen Veranstaltungen, Fort- und Weiterbildungen durch und sind Ansprechpartner für kirchliche Gremien und Leitungsorgane, sowie für Politik, Medien, Wissenschaft und Gesellschaft.

## Gesangbücher
Die Gemeinden der Evangelisch-lutherischen Landeskirche Hannovers singen bzw. sangen in den letzten Jahrhunderten vor allem aus folgenden Gesangbüchern:
- Christliches Gesangbuch für die evangelisch-lutherischen Gemeinden im Fürstenthum Osnabrück, 1780, damals noch unter dem Titel Christliches Gesangbuch für die Evangelisch-lutherischen Gemeinden im Hochstift Osnabrück,
- Gesangbuch für die evangelisch-lutherischen Gemeinden der Stadt Osnabrück, Osnabrück, Anfang des 19. Jahrhunderts,
- Gesang-Buch für die evangelischen Gemeinden im Fürstenthume Hildesheim, nebst einem Gebet-Buche zur Kirchen- und Haus-Andacht; mit Königlich Großbritannisch-Hannoverschem allergnädigsten Privilegio, 1792, erweiterte Auflage 1816,
- Ostfriesisches Kirchen-Gesangbuch in einer Auswahl der besten älteren geistlichen Lieder, Aurich, eingeführt im September 1825,
- Gesangbuch für die Herzogthümer Bremen und Verden zum Gebrauch bei dem öffentlichen Gottesdienste und bei der Privatandacht, Stade um 1800,
- Hannoversches Kirchen-Gesangbuch nebst einem Anhange, Gebetbuche und den Episteln. Auf Seiner Königlichen Majestät Allergnädigsten Befehl herausgegeben. Mit Königlichem Allergnädigsten Privilegio, Hannover um 1800,
- Lüneburgisches Kirchen-Gesang-Buch nebst einem Gebetbuche mit Königlich allergnädigstem Privilegio, Lüneburg, vor 1850,
- Hannoversches evangelisch-lutherisches Gesangbuch, Hermannsburg 1883,
- Evangelisches Kirchengesangbuch – Ausgabe für die evangelisch-lutherischen Kirchen Niedersachsens, Hannover, Hannover 1952,
- Dor kummt een Schipp – Gesangbuch in plattdeutscher Sprache, herausgegeben von der Arbeitsgemeinschaft Plattdeutscher Pastoren in Niedersachsen, Hermannsburg 1991.
- Evangelisches Gesangbuch – Ausgabe für die Evangelisch-Lutherischen Kirchen in Niedersachsen und für die Bremische Evangelische Kirche, Hannover/Göttingen, eingeführt im Advent 1994 (aktuell gültiges Gesangbuch)

## Theologische Haltungen
In der Landeskirche werden, wie in allen Kirchen der EKD, Männer und Frauen ordiniert.
Der Kirchensenat der Evangelisch-lutherischen Landeskirche Hannovers veröffentlichte am 18. September 2015 eine Stellungnahme über das Unrecht, über das Versagen von Theologen der reformatorischen Kirchen, als in den Hexenverfolgungen unschuldige Menschen zu Tode gebracht wurden, und hat eine soziale Rehabilitation der Opfer der Hexenprozesse ausgesprochen.
Im Mai 2019 wurde die Möglichkeit der Trauung gleichgeschlechtlicher Paare beschlossen.

## Sexueller Missbrauch in der Landeskirche Hannovers
Landesbischof Ralf Meister geriet 2024 in die Kritik, nachdem bekannt wurde, dass Missbrauchsopfer, die Kontakt zu dem Landesbischof aufnehmen wollten, auf Anweisung von Juristen des Landeskirchenamtes systematisch abgeblockt wurden.
Die im Januar 2024 veröffentlichte ForuM-Studie, die die sexualisierte Gewalt in der evangelische Kirche untersucht hatte, hatte für die Landeskirche Hannovers 140 Betroffene von sexualisierter Gewalt ausfindig gemacht. Bereits am 1. Juli 2024 musste die Landeskirche Hannovers die Zahl der Opfer von sexuellem Missbrauch auf 190 nach oben korrigieren. Ein Opfer hatte herausgefunden, dass die Kirche in seinem Tatkomplex für die ForuM-Studie nur vier Opfer anstelle von 45 Opfern übermittelt hatte.